# 래빗 펀치
래빗 펀치(rabbit punch)는 목이나 두개골의 기저를 가격하는 펀치를 말한다. 경골과 척추에 손상을 주고 심각한 척추 손상, 심지어는 죽음에 이를 수 있기 때문에 위험한 것으로 간주되고 있다. 따라서 이러한 행위는 권투나 타격을 수반하는 다른 격투 스포츠에서는 금지하고 있다.
래빗 펀치라는 이름은 사냥꾼이 토끼를 빠르게 죽일 때 머리 뒷 부분을 날카롭게 가격하는 데서 기인했다.

## 참조
1. ↑  Sugar, Bert. Boxing 보관됨 2006-06-19 - 웨이백 머신. www.owingsmillsboxingclub.com.
2. ↑  Langer, Richard. Extract from "Grow it!" 보관됨 2004-05-01 - 웨이백 머신. www.motherearthnews.com.